# Ancona (stad)
Ancona is een stad met zeehaven in Noordoost-Italië. Ancona ligt op een rotsachtig voorgebergte, aan de Adriatische Zee en is de hoofdstad van de regio Marken en van de gelijknamige provincie. De stad ligt 244 kilometer ten noordoosten van Rome. Ancona is gelegen bij de hellingen van de twee uiterste einden van het voorgebergte van Monte Conero: Monte Astagno, met de citadel, en Monte Guasco, waar de 90 meter hoge dom staat. Vanuit de stad zie je de zonsopgang en zonsondergang direct aan zee en op zeer heldere dagen zie je de Dalmatische bergen richting het noordoosten.
De stad was een Dorische Griekse kolonie uit 387 voor Christus. De naam Ancona is afkomstig van het Grieks Ἀγκών (Ankón) en betekent elleboog, een verwijzing naar de vorm van de kust die lijkt op een gebogen elleboog. 
Ancona heeft een belangrijke haven voor verbindingen met Kroatië, Albanië, Griekenland en Turkije
De frazioni Montesicuro en Paterno d'Ancona maken deel uit van de gemeente.

## Geschiedenis
Ancona werd gesticht in 387 voor Christus door Grieken van Dorische oorsprong, afkomstig uit Syracuse die gevlucht waren voor de tiran Dionysios I. Ze bouwden de akropolis op de heuvel waar nu de kathedraal staat. De mythische stichter van de Ancona-kolonie was naar men aanneemt Diomedes.

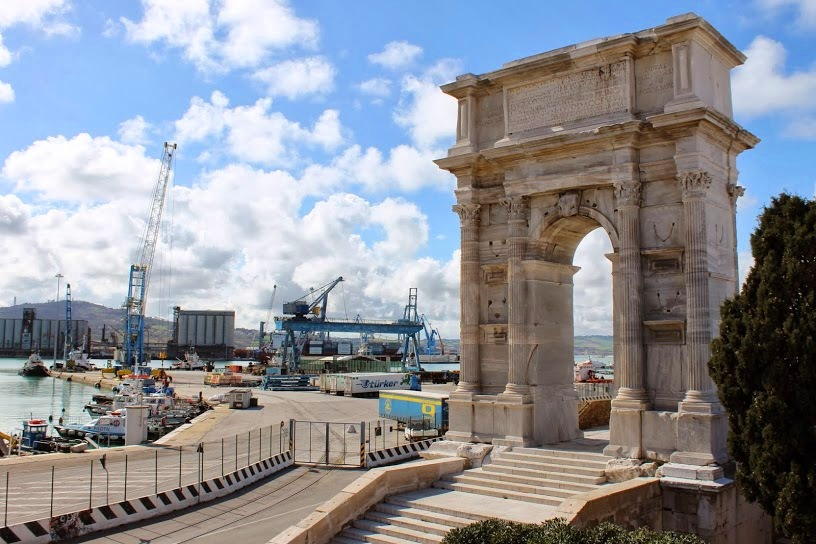
Boog van Trajanus

In de door Augustus ingevoerde bestuurlijke indeling lag de stad in het uiterste puntje van de regio Picenum. Keizer Trajanus liet een triomfboog bouwen in de haven van Ancona, een haven die hij ook uitgebreid had, om het toe de "accessum Italiae" (toegang tot Italië) te maken voor de volkeren van het oosten.
Op de plaats van de huidige kathedraal was een tempel van Venus (ten tijde van de Griekse kolonie genaamd "van Aphrodite"). Zij wordt door Catullus en Juvenalis genoemd als de plaatselijke beschermgodin.
Ancona was een markgraafschap in het Heilige Roomse Rijk; haar bloeiperiode was als zeemogendheid, onder de naam Republiek Ancona, een van de Maritieme republieken. Na de verdrijving van de joden uit de Spaanse landen in 1492 (het verdrijvingsedict) werd Ancona een van hun toevluchtsoorden. Kolonies van Ancona werden gesticht van Valencia tot in de Zwarte Zee. De republiek Ancona bevocht regelmatig de Venetianen, hun directe concurrent voor de handel met het Oosten. Zij was eeuwenlang verbonden met de republiek Ragusa. Het ging vooral om handel in specerijen, zijde en timmerhout.
De stad maakte vanaf 1532 deel uit van de Kerkelijke Staat, maar toen paus Pius V in 1569 eveneens de joden uit zijn gebied verdreef, maakte hij onder andere een uitzondering voor Ancona. Mogelijk wilde hij de handel vanuit deze havenstad met het Osmaanse Rijk niet in gevaar brengen.
Ancona was een van de hoofdrolspelers in de strijd van de Risorgimento en sloot zich op 29 september 1860 aan bij het toekomstige Koninkrijk Italië, na een moeilijk beleg.

## Cultuur

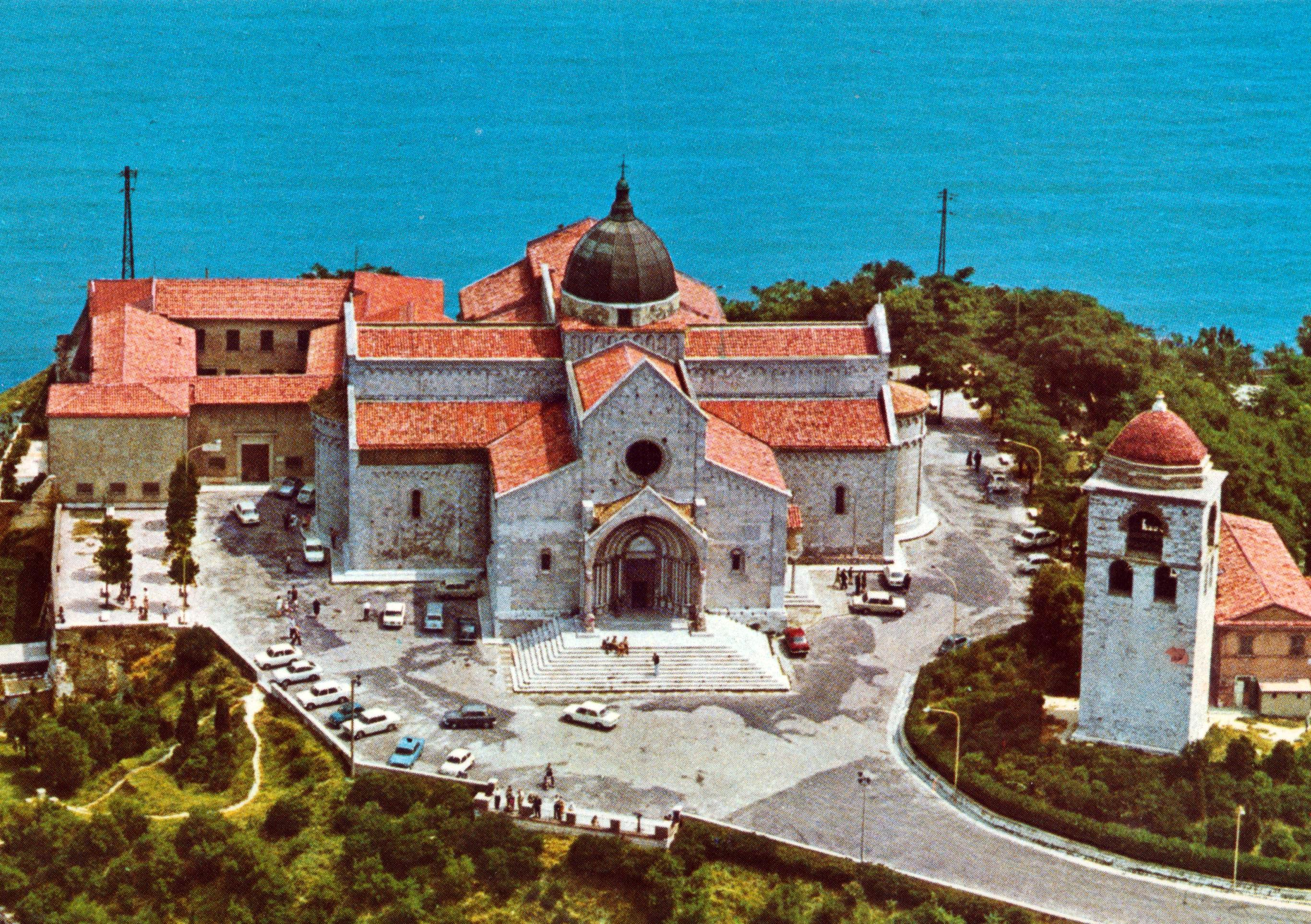
Duomo (kathedraal)

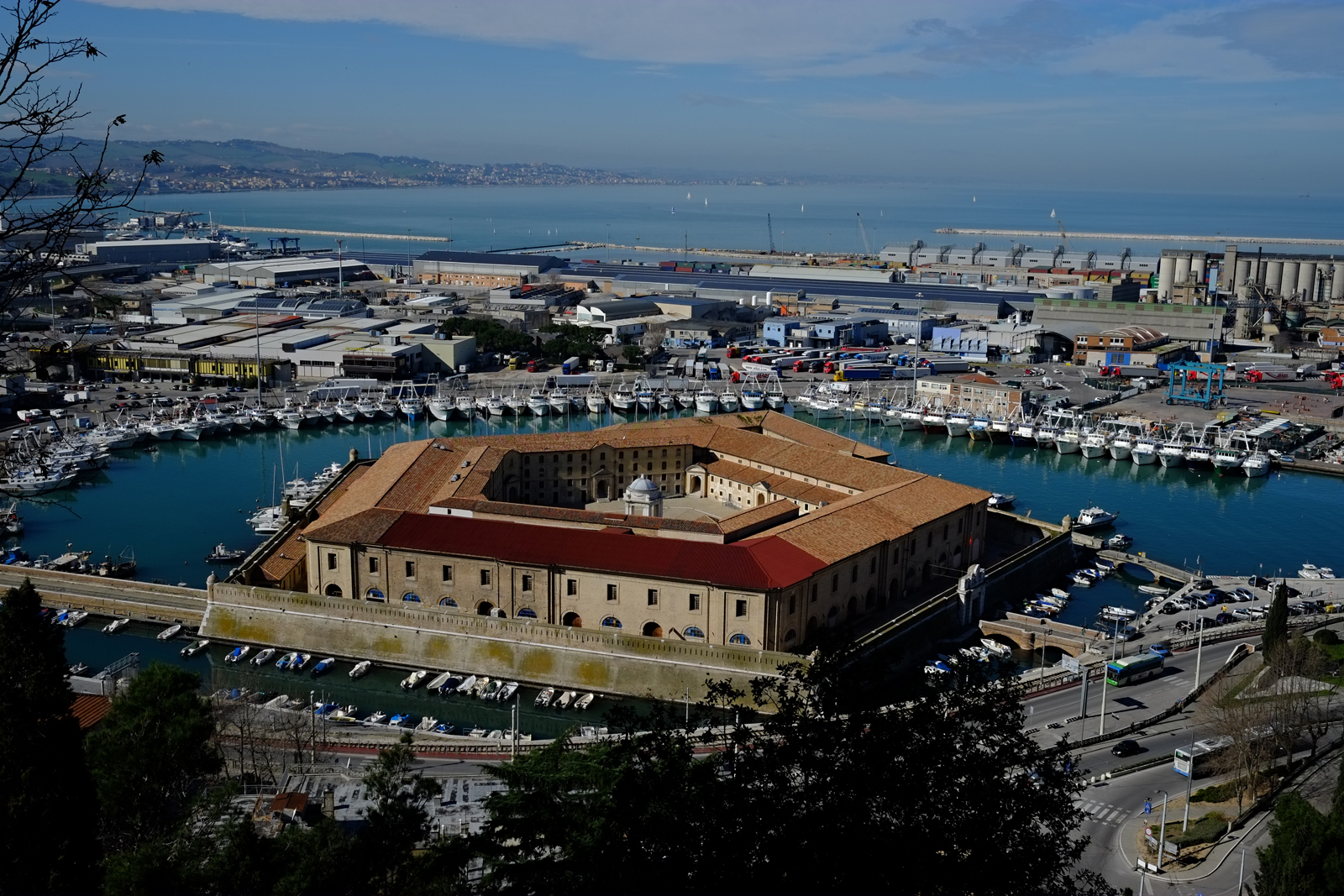
Lazzaretto

### Monumenten
Naast de reeds genoemde Boog van Trajanus, gelegen aan de dokken van de haven, zijn er tal van monumenten
- De kathedraal van San Ciriaco, met een Grieks kruisplan en Byzantijnse versieringen. Deze kerk domineert de zee van drie kanten, op de top van de Guasco-heuvel.
- Romaanse kerk van Santa Maria della Piazza (Heilige Maria van het plein), met een rijk portaal gebeeldhouwd met symbolische figuren.
- Het Palazzo degli Anziani (Paleis van de Ouderen), gemeentelijke zetel sinds de dertiende eeuw, in gotische stijl, met uitzicht op de haven.
- De Loggia dei Mercanti (Loge van de handelaren) de kerken van San Francesco delle scale (Sint Franciscus van de trap) en Sant'Agostino (St. Augustine) zijn vijftiende-eeuwse werken in florale Gotische kunst versmolten met de renaissancestijl, van de Dalmatische beeldhouwer en architect Giorgio Orsini (Juraj Dalmatinac in de Kroatische taal).
- De fontein van de Tredici Cannelle (dertien tuiten) , ontworpen door de architect Pellegrino Tibaldi tussen 1559 en 1560.
- Een van de vele monumenten in Ancona is het Lazzaretto (Laemocomium of "Mole Vanvitelliana"), in 1732 ontworpen door architect Luigi Vanvitelli. Het is een gebouw dat meer dan 20.000 m² beslaat, gebouwd op een kunstmatig vijfhoekig eiland in de haven. Het is gebouwd om de stad te beschermen tegen besmettelijke ziektes die vanaf de schepen de stad zouden kunnen bereiken.
- De negentiende-eeuwse Faro Vecchio (Oude Vuurtoren), in het panoramische Parco del Cardeto (Cardeto-park of de "heuvel van distels").
- Het Monumento ai caduti della Prima Guerra Mondiale, (Monument voor de gevallenen van de Eerste Wereldoorlog), dat staat aan de hoge kust en op het rotsachtige strand van Passetto. De trap leidt rechtstreeks naar de kust.
- De Romaanse kerk van Santa Maria di Portonovo (Heilige Maria van Portonovo), omgeven door bossen en met uitzicht op de zee, staat in de plaats Portonovo, een strand direct onder de kliffen van Monte Conero. In zijn vormen combineert het de West-romaanse stijl met de Byzantijnse stijl.

### Musea

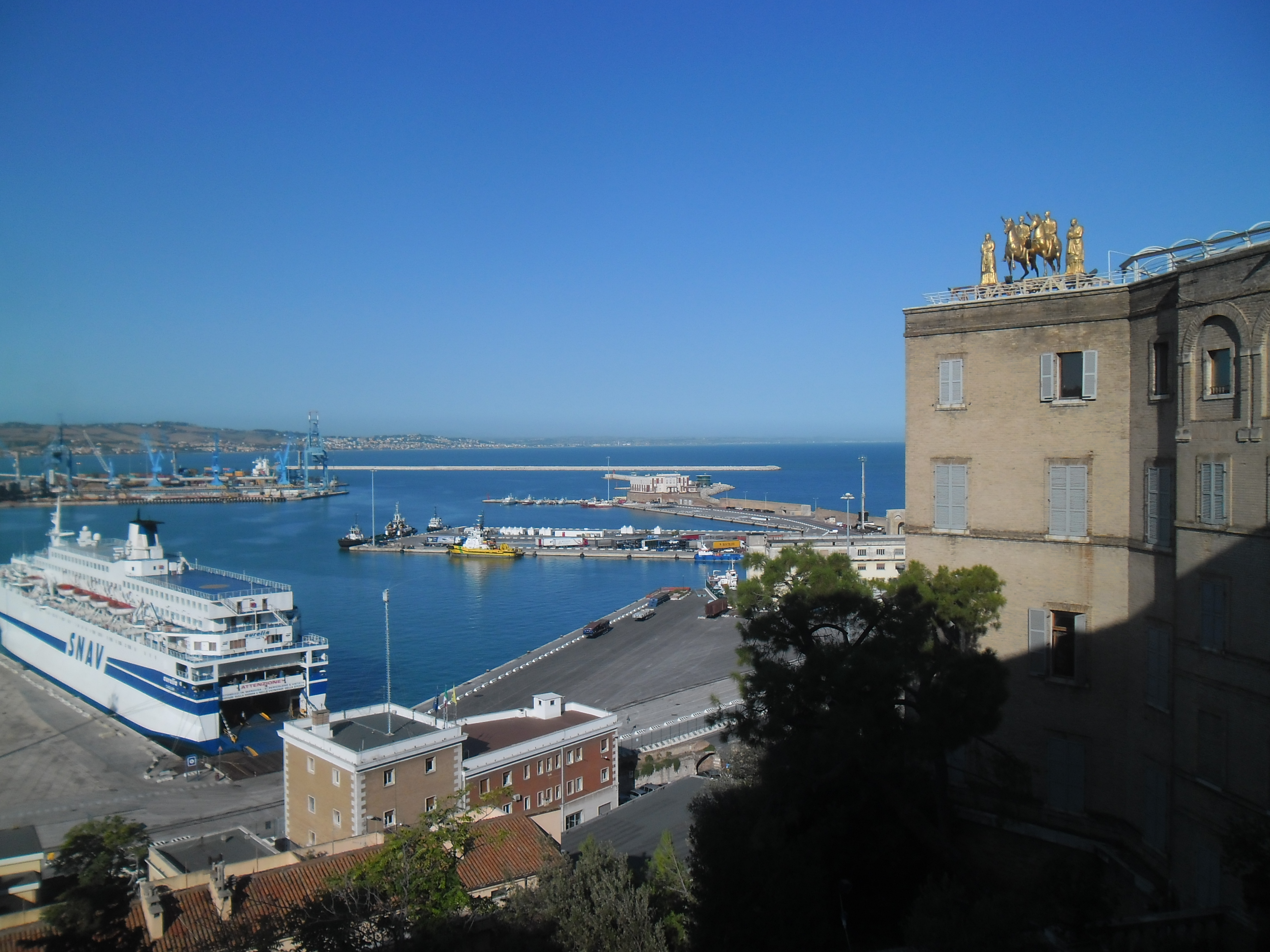
Museo Archeologico Nazionale delle Marche (Nationaal Archeologisch Museum van de Marken)

- Museo Archeologico Nazionale delle Marche (Nationaal Archeologisch Museum van de Marken) - verzamelt prehistorische, Picenische, Griekse en Romeinse collecties.
- Pinacoteca Francesco Podesti - (Pinacotheek Francesco Podesti) heeft schilderijen van Titiaan, Lorenzo Lotto, Guercino, Carlo Crivelli, Carlo Maratta, Sebastiano del Piombo en de Ancona-schilder Francesco Podesti.
- Museo Omero (Homerus Museum)
- Museo della Città (Stadsmuseum) - geschiedenis van Ancona.
- Museo Diocesano (Diocesaan Museum) - verzamelt collecties heilige kunst, van de vroegchristelijke periode tot heden.

### Sport
AC Ancona is de professionele voetbalploeg van Ancona en speelt in het Stadio del Conero. AC Ancona was actief op het hoogste Italiaanse niveau de Serie A.

## Geboren
- Cyriacus van Ancona (ca.1391-ca.1455), reiziger met archeologische belangstelling
- Lodovico Menin (1783-1868), priester-rector magnificus aan de universiteit van Padua
- Eduard von Böhm-Ermolli (1856-1941), generaal-veldmaarschalk
- Vito Volterra (1860-1940), wiskundige en natuurkundige
- Franco Corelli (1921-2003), tenor
- Virna Lisi (1936-2014), actrice
- Annamaria Solazzi (1965), beachvolleyballer
- Luca Marchegiani (1966), voetballer
- Emanuele Naspetti (1968), autocoureur
- Elisabetta Cocciaretto (2001), tennisster
- Gianmarco Garofoli (2002), wielrenner

## Galerij

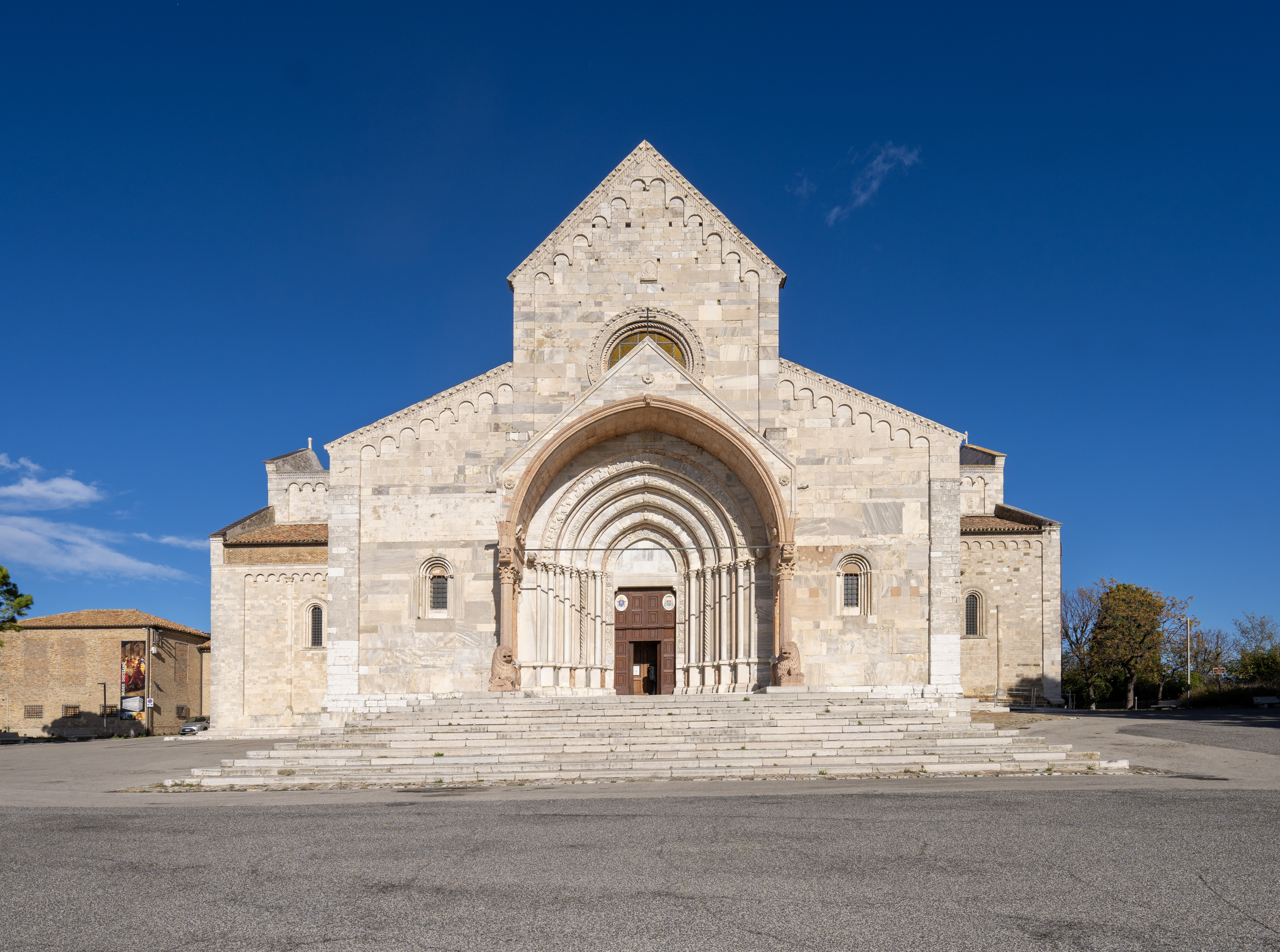
Kathedraal van San Ciriaco
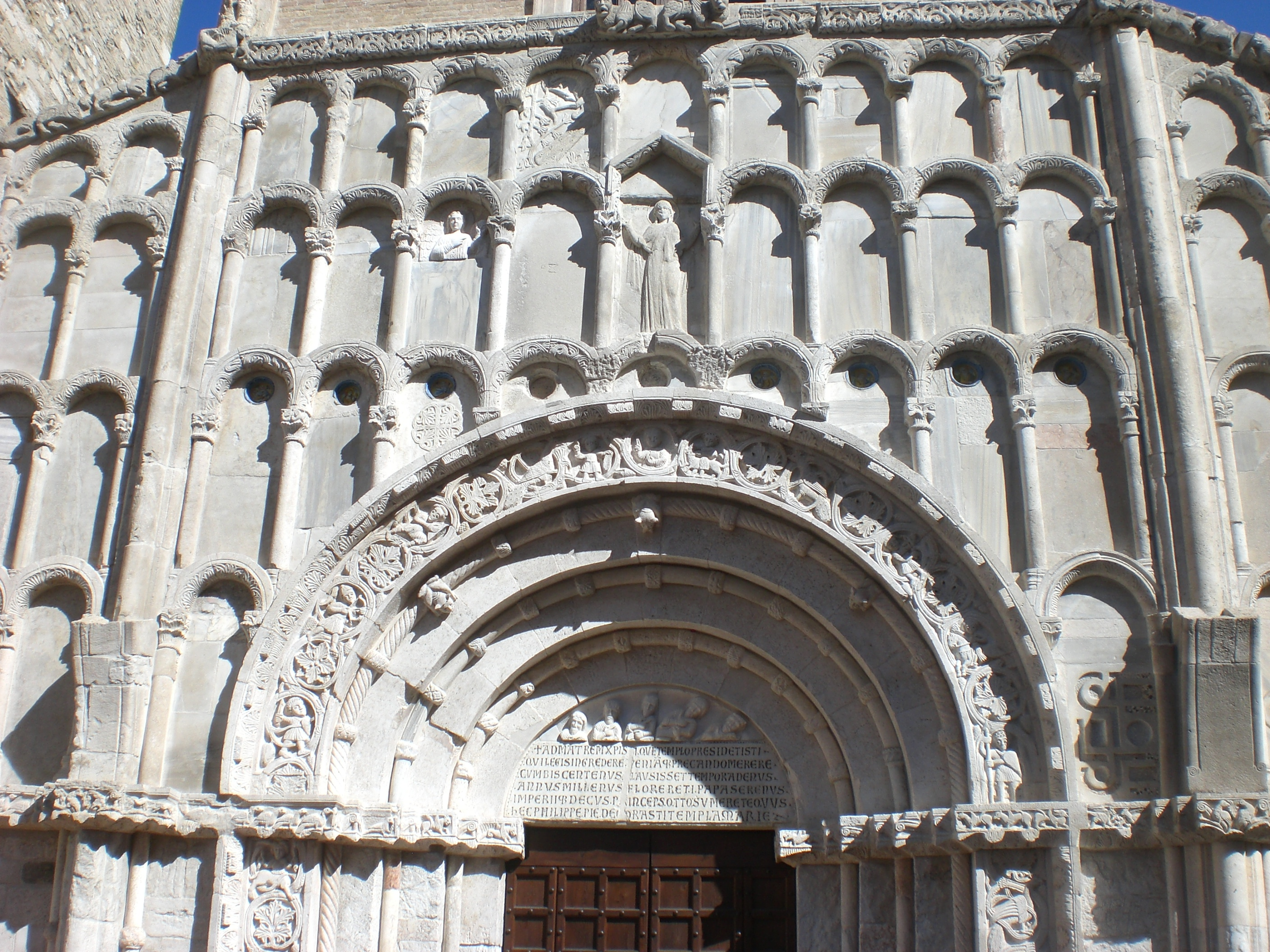
Romaanse kerk van Santa Maria della Piazza
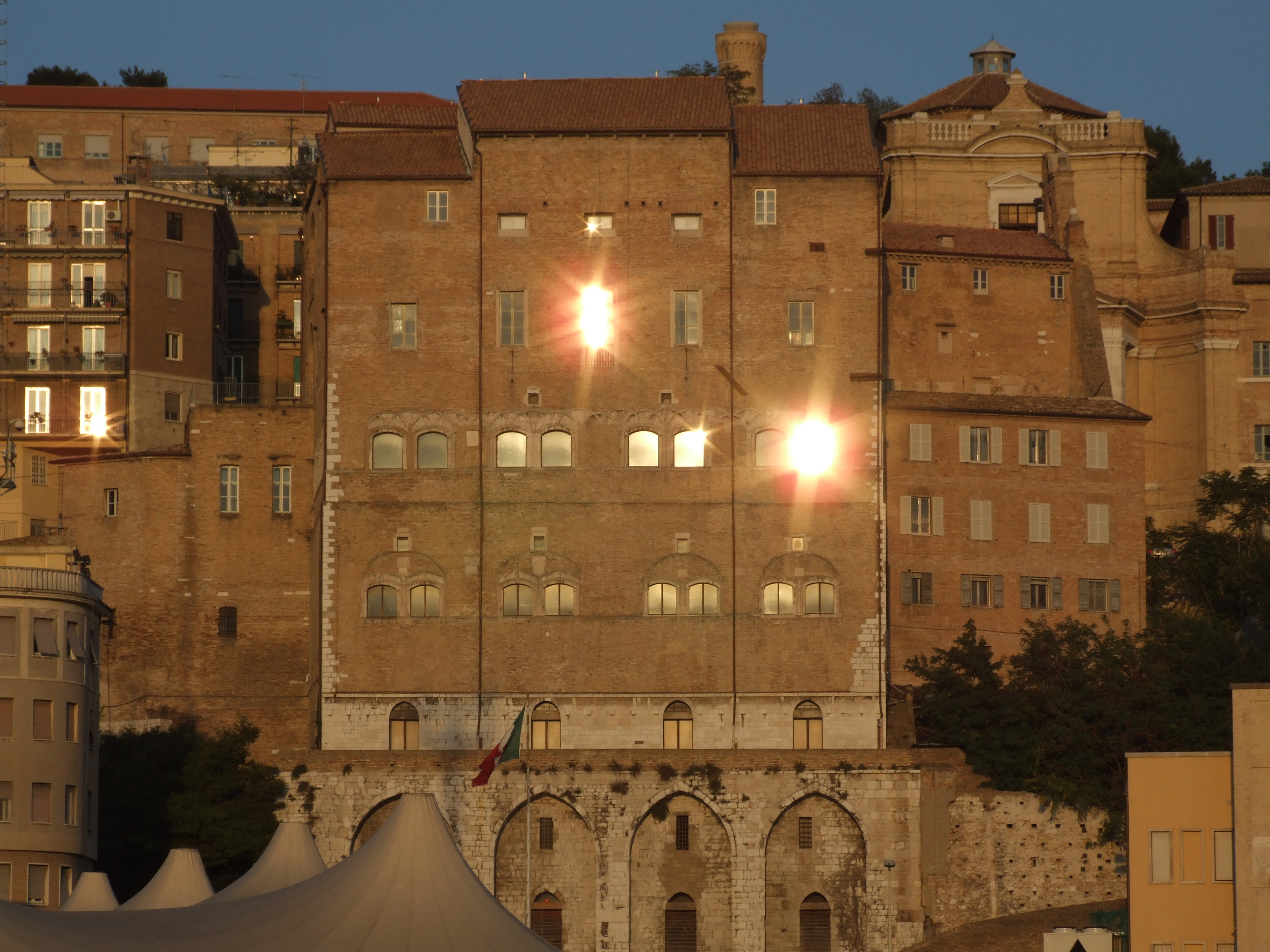
Palazzo degli Anziani (Paleis van de Ouderen)
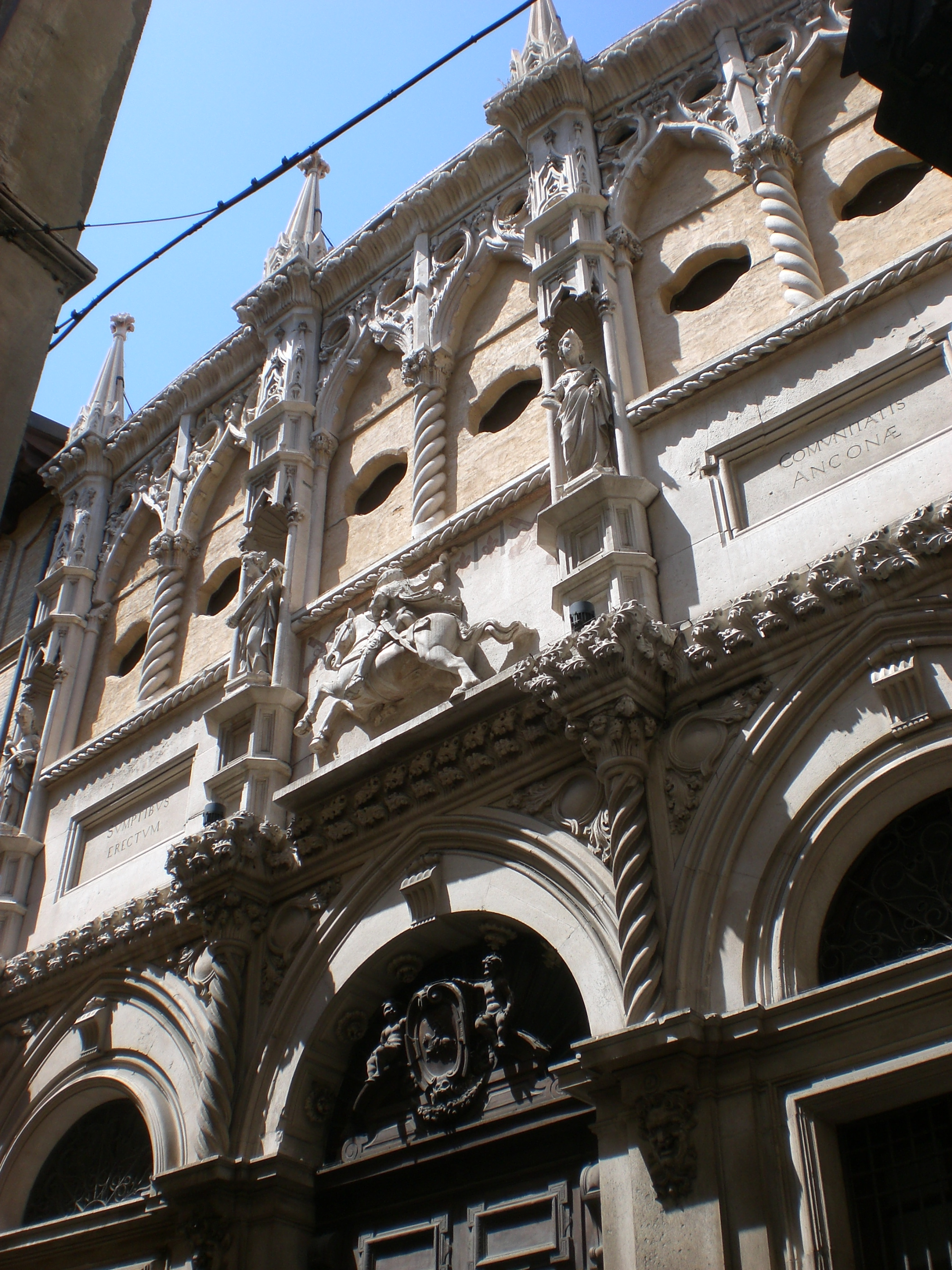
Loggia dei Mercanti (Handelaarsloge)
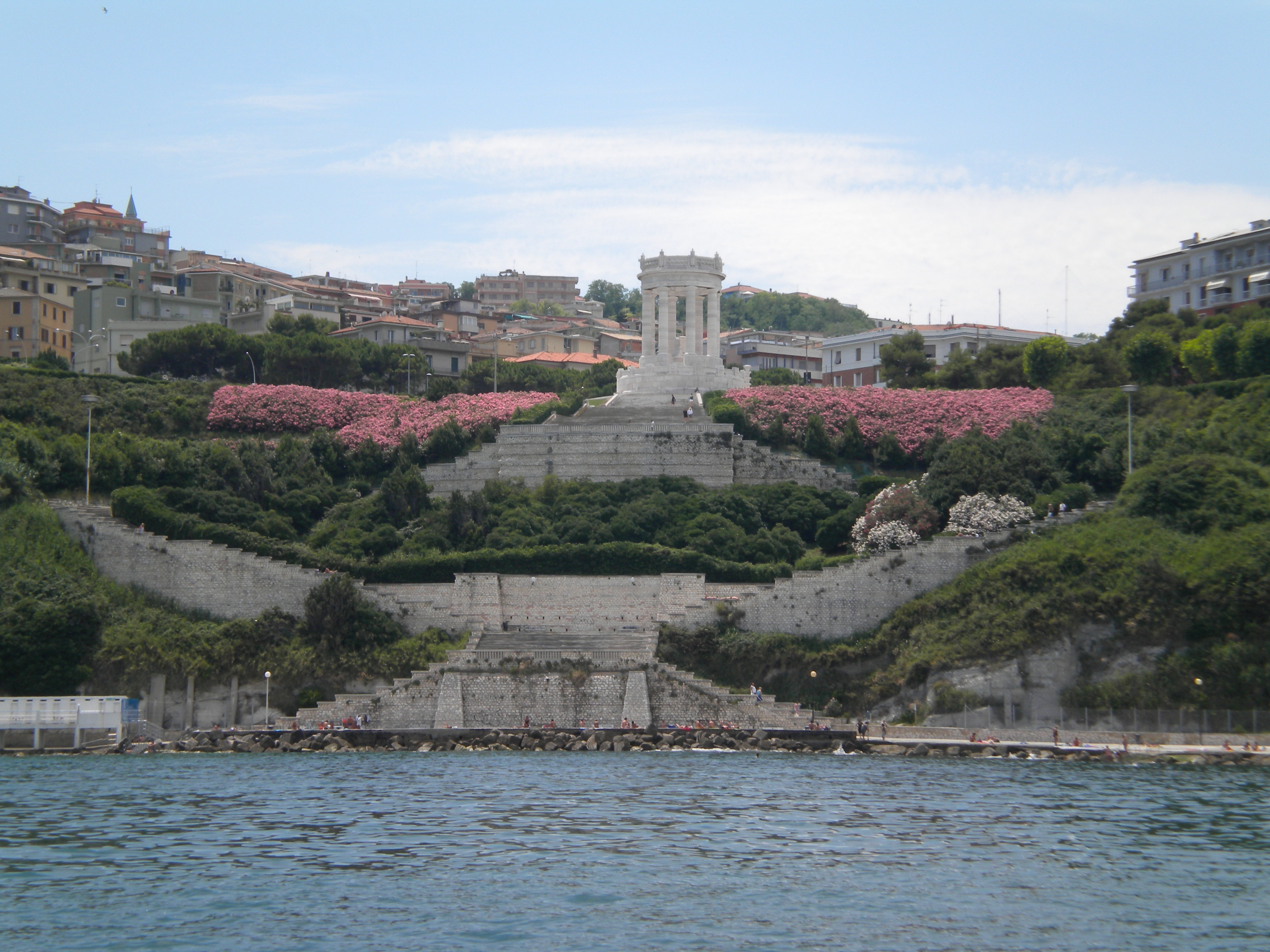
Monument voor de gevallenen van de Eerste Wereldoorlog en trap die naar de zee leidt
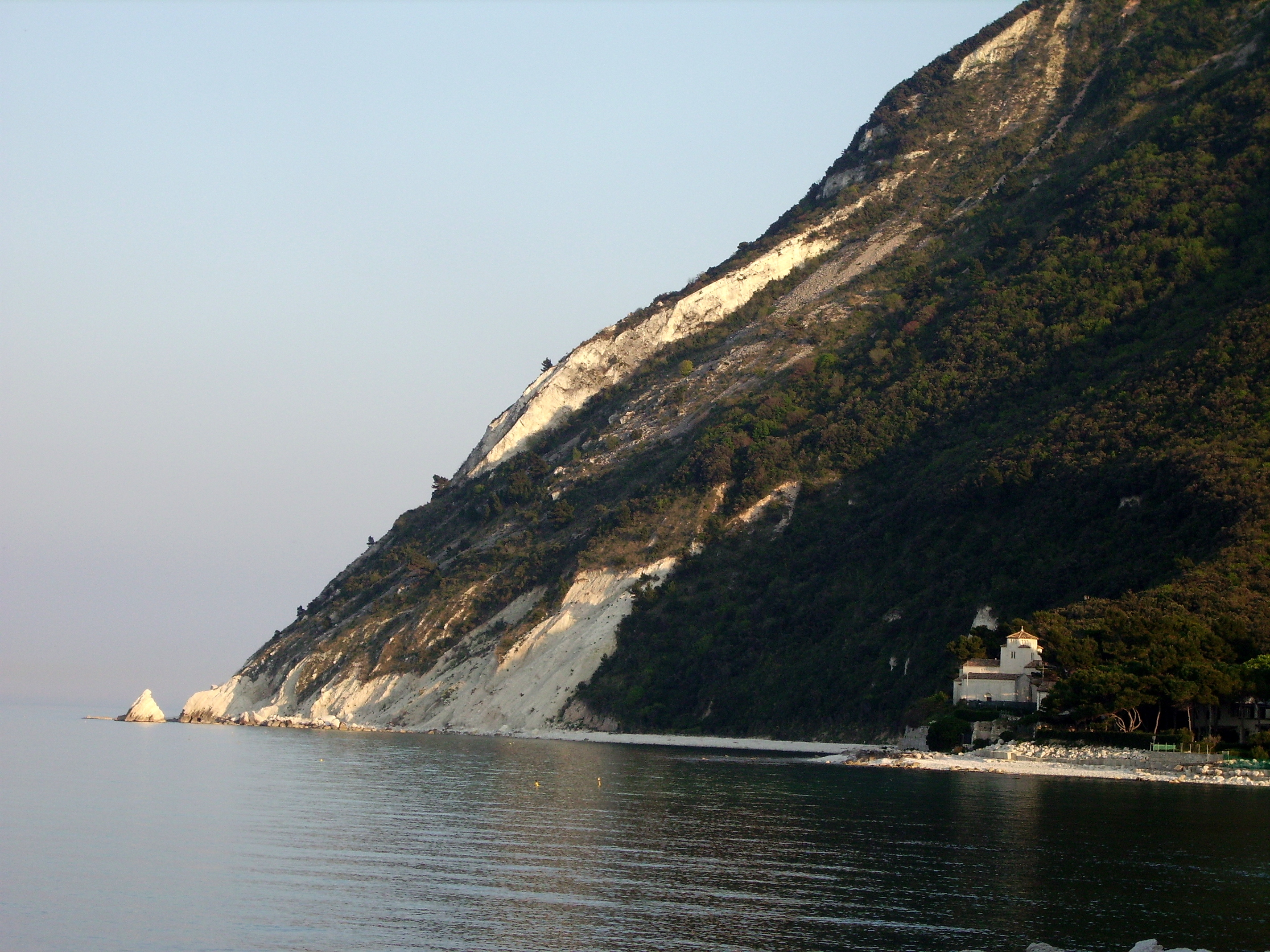
Santa Maria di Portonovo (Heilige Maria van Portonovo)
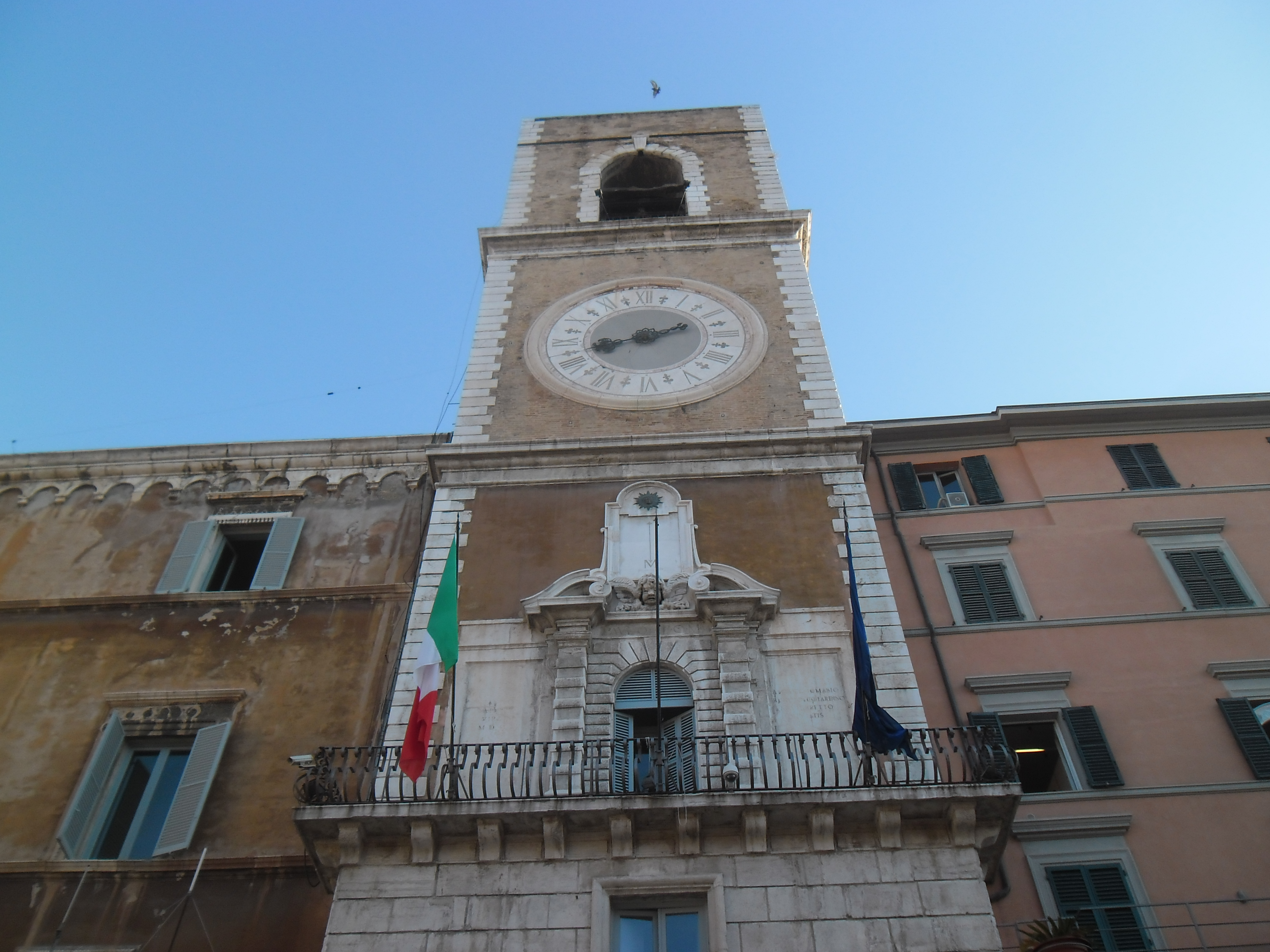
Piazza-toren (op Piazza del Papa)
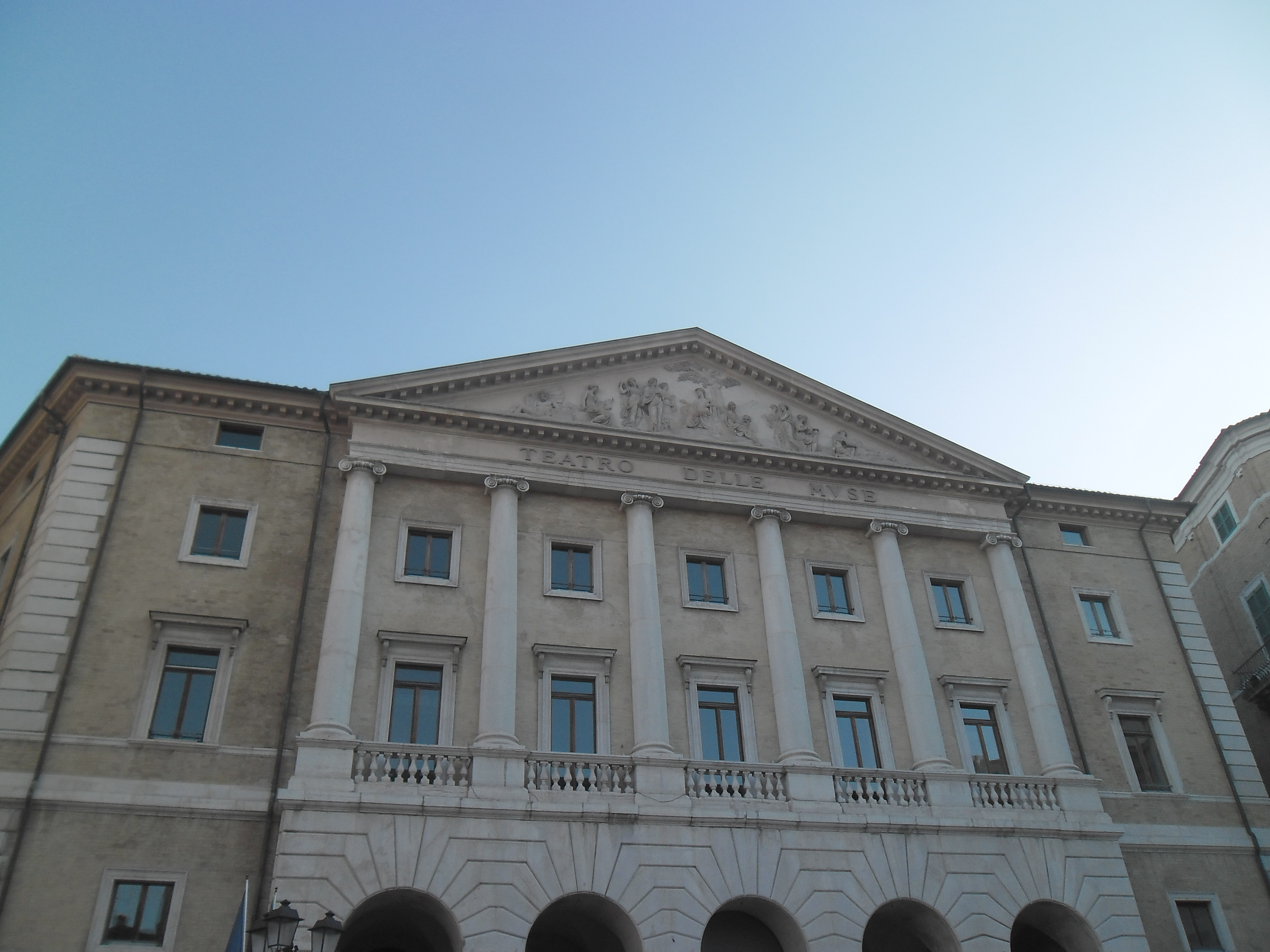
Teatro delle Muse (Theater van de Muzen)